# Muthige, Hassan
Muthige là một làng thuộc tehsil Hassan, huyện Hassan, bang Karnataka, Ấn Độ.